# Pfarrhaus (Unterigling)

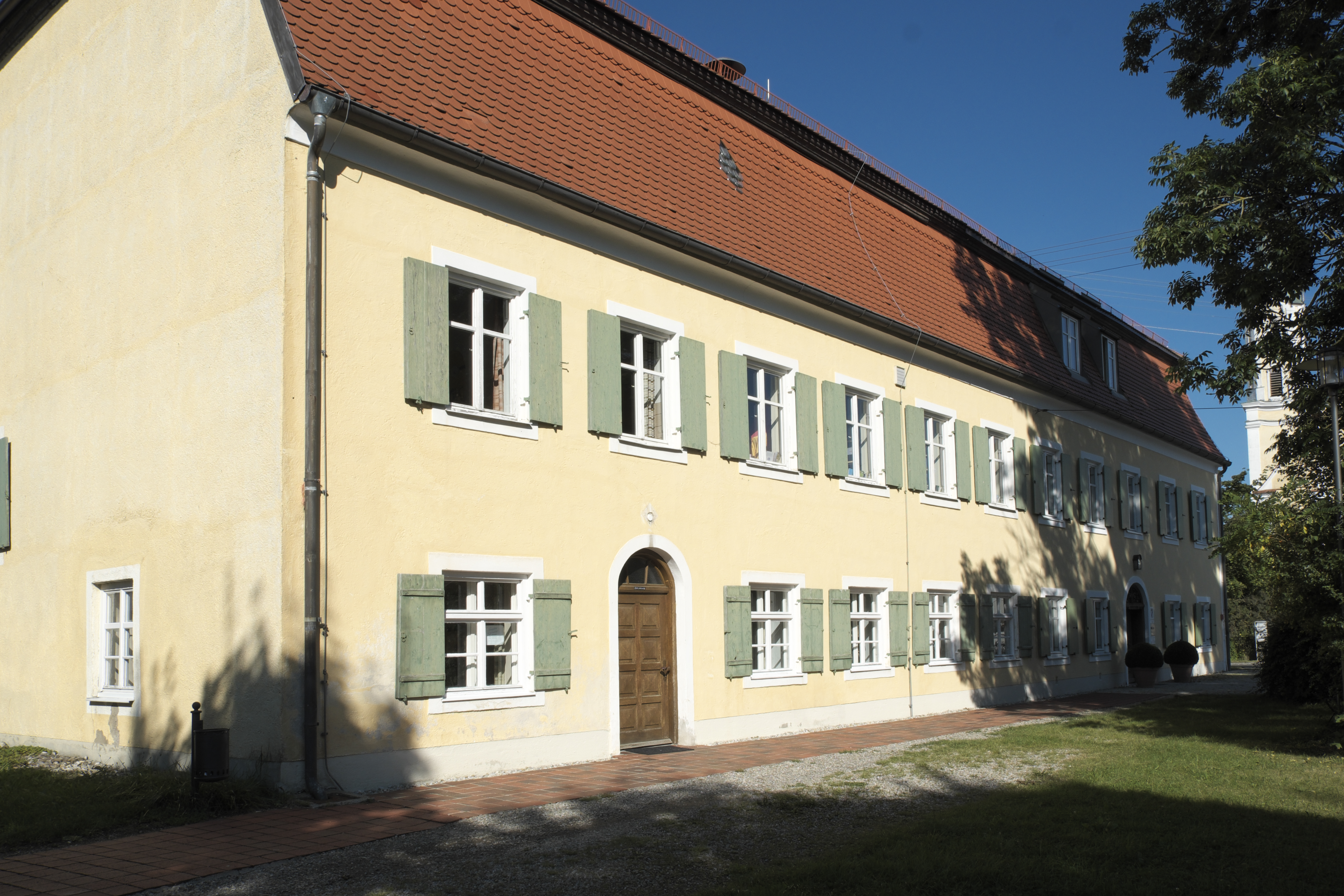
Ehemaliges Pfarrhaus in Unterigling, rechts hinten der Kirchturm von St. Johannes der Täufer

Das Pfarrhaus in Unterigling, einem Gemeindeteil von Igling im oberbayerischen Landkreis Landsberg am Lech, wurde 1805 errichtet. Das ehemalige Pfarrhaus an der Unteriglinger Straße 37, das seit 1978 als Rathaus genutzt wird, ist ein geschütztes Baudenkmal.
Der zweigeschossige Putzbau mit Mansard-Halbwalmdach wurde nach Plänen des Landsberger Stadtbaumeisters Georg Eyber für den damaligen Pfarrherrn Anton Freiherr von Donnersberg errichtet. 
Der rückwärtige, westliche Teil war die ehemalige Ökonomie des Pfarrhofes. Dieser Teil wird heute von der Pfarrgemeinde genutzt.
Im Jahr 1954 wurden der Stall und die Scheune des Pfarrhofs abgebrochen.